# Montagney
Montagney település Franciaországban, Haute-Saône megyében. Lakosainak száma 506 fő (2022. január 1.). Montagney Valay, Vitreux, Bard-lès-Pesmes, Bresilley, Chaumercenne, Motey-Besuche és Sornay községekkel határos.

## Népesség
A település népességének változása:
| Lakosok száma | 514  | 516  | 531  | 514  | 508  | 503  | 503  | 506  | 506  |
|               | 2013 | 2015 | 2016 | 2017 | 2018 | 2019 | 2020 | 2021 | 2022 |